# 伊號第五十八潛艦

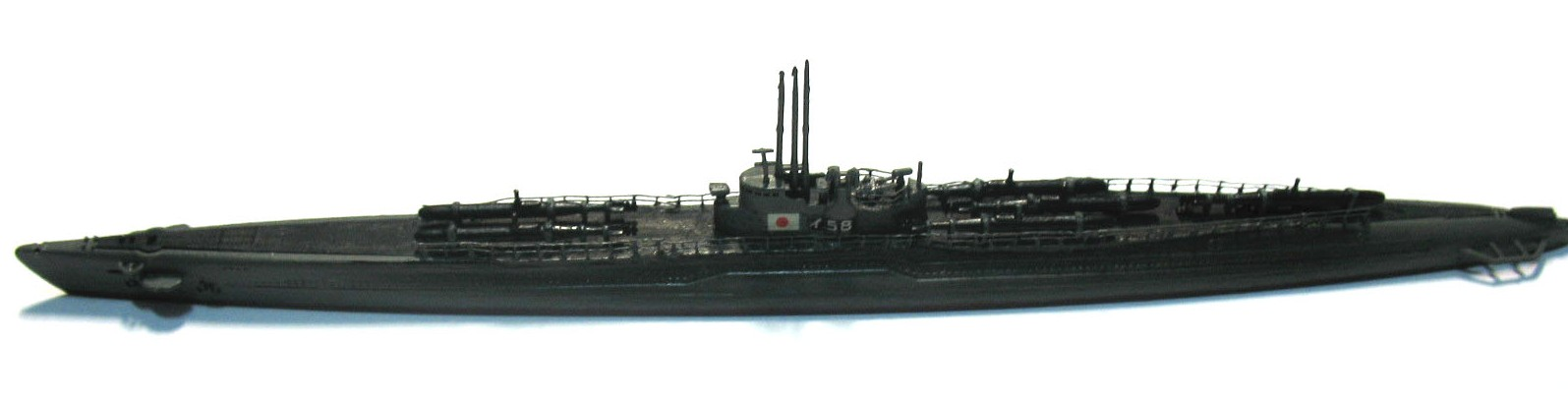
伊58（最終時）的模型

伊號第五十八潛艦（伊号第五十八潜水艦、いごうだいごじゅうはちせんすいかん）是大日本帝國海軍的潛艦，並為巡潜乙型潜艦內，其中一艘的伊五十四型潜艦。曾使用該名稱的日本海軍潜艦共有2艘。

## 艦歷
於橫須賀海軍工廠建造，1944年9月7日竣工。同年12月4日編入第十五潜水隊，並配備於先遣部隊。在這之前的11月，日本海軍首次將人間魚雷回天投入戰線，並於初陣中取得戰果，由菊水隊的回天於烏利西環礁將美軍的艦隊油船「密西西尼華」號 （USS Mississinewa, AO-59） 擊沉。因此伊58亦被調配往執行第二次回天作戰。

### 金剛隊
金剛隊當時擁有6艘潜艦，伊58為其中一艘，另配有24隻回天，伊58被下達的攻擊目標為關島阿普拉港。12月30日，伊58於大津島出擊。儘管阿普拉港與烏利西環礁不同，並不期待出現大型艦船，但根據彩雲的偵察後攻擊目標等有所調整。伊58在預定攻擊的前一天，1945年1月11日到達關島近海，但在截聽到美軍的警報後便提前進行攻擊。伊58在離關島對出約32公里的海上並讓全部4隻回天出擊。1月12日在黎明之前，橋本以行艦長（海軍兵學校59期）以潜望鏡作觀測，看到阿普拉港的方位出現兩縷黑煙。伊58在潜航後向西方退避並上浮，於1月16日以電報速報戰果。1月22日，伊58返回吳。
在攻擊期間，日本海軍截聽到美軍之間的通信記錄，確認當時並沒有任何戰果。

### 神武隊
繼金剛隊之後，日本海軍因以回天特攻對應美軍在硫磺島登陸，而編成千早隊並投入作戰，但結果損失了伊368及伊370兩艦，僅有伊44生還，伊44的艦長川口源兵衛（兵66期）對此提出「作戰為無謀（作戦は無謀）」的意見，最後川口被以違反命令為理由而解任。
在千早隊之後，伊58與菅昌徹昭艦長（兵65期）的伊36被編入神武隊，並於3月1日從光市出擊。回天原本預定前往硫磺島西的北海域，但在3月6日，神武隊被下達作戰中止的命令。伊36於3月9日返回大津島，而伊58則向沖之鳥島西方海面移動，目的是為前往烏利西進行特攻，所屬於第七六二海軍航空隊，並編成「菊水部隊梓特別攻擊隊」（丹作戰）的24架「銀河」陸上轟炸機進行電波誘導並接收指令。為了能更快能到達預定的地點，因此伊58在沖之鳥島及南大東島之間棄置了2隻回天，在3月11日完成電波誘導任務。3月17日，伊58返回吳。

### 多多良隊
美軍在佔領硫磺島之後，準備在3月末至4月1日期間對慶良間群島及沖繩島實施登陸。日本海軍便將回天搭載潛艦及不能搭載回天的普通潛艦共11艘投入作戰以作應付。伊58作為回天搭載潛艦而被編入多多良隊成為其中一艦，並於4月1日從光市出擊。途中經過東中國海並由沖繩島西方前往目的地，在行程間有一段時間與戰艦大和的水上特攻合流，在慶良間列島近海因惡劣天氣，不能突入目標的美軍艦隊而未能取得成果。橋本艦長於4月10日為此以電報作報告，在接收該訊息後第六艦隊司令部更改了作戰目標，改為命令獵殺沖繩與馬利亞納群島航路之間的船軍艦。伊58隨即前往該區海域，直到4月25日除驅逐艦外並沒有遇到任何敵人，於4月29日接到回程的命令而返回光市。
其後，伊58的飛機搭載設備（格納筒、射出機、起重機）全部被撤去，並在前甲板搭載2隻回天，因此合計為搭載6隻回天。此外，伊58新裝備了通氣管。

### 多聞隊・擊沉「印第安納波里」號

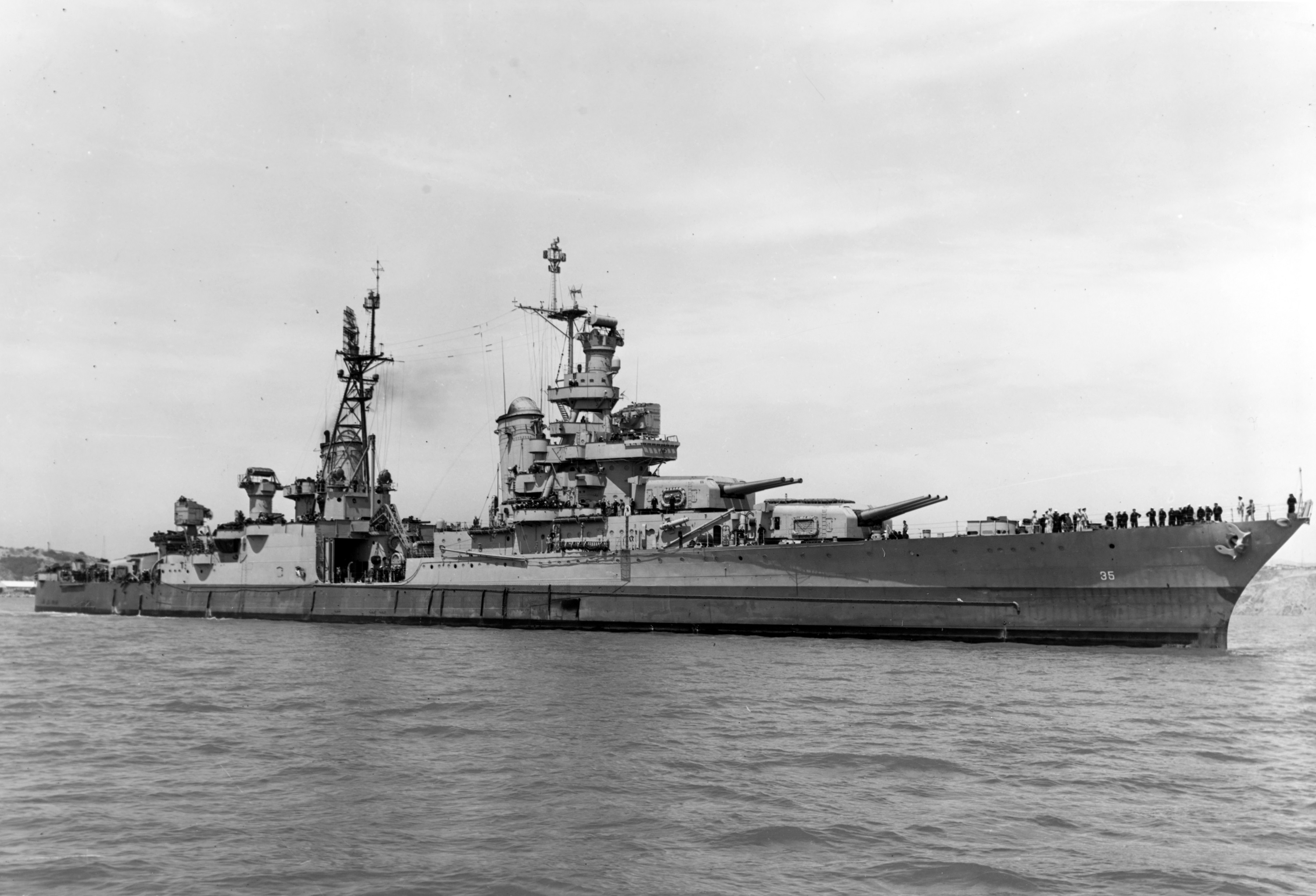
「印第安納波里」號（馬爾島近海、1945年7月10日）

7月16日，伊58作為多聞隊的一艦從吳出擊。於平生停留期間搭載了回天，並掛上「非理法權天」與「宇佐八幡大武神」的幟，準備於7月17日取道沖繩、雷伊泰灣，並打算在馬里亞納群島海域部署。可是，在豐後水道訓練期間，其中1隻回天的特眼鏡由於出現異常而需要返回平生，在替換後改為7月18日出擊。
7月28日，正前往關島與雷伊泰灣航路間部署的伊58，發現了敵方的輸送船及驅逐艦。當時已作好魚雷戰及回天進發的兩手準備，但因目標的距離較遠而決定以回天作攻擊。其後，小森一之一飛曹（甲飛13期）艇與伴修二中尉（兵科3期）艇向敵方進發，雖然聽到爆炸的聲響，但因下雨的關係甚麼也看不見。
7月30日，伊58發現已運送原子彈到天寧島的重巡洋艦「印第安納波里」號（USS Indianapolis, CA-35） ，並以普通魚雷攻擊將其擊沉。這時，橋本艦長除了使用魚雷外亦命令白木一郎一飛曹（甲飛13期）艇及中井昭一飛曹（甲飛13期）艇作好出擊準備。在「印第安納波里」號被擊中後，白木艇以「因敵人還未沉沒請讓我出擊（敵が沈まないなら出動）」作催促。但是，橋本艦長以「印第安納波里」號已被3枚魚雷被命中，在這攻擊後已不需要使用回天。在停止裝填魚雷後，伊58返回潛望鏡深度並作觀測，之後在上浮後於周圍甚麼也沒發現。橋本艦長就判斷被擊沉的為愛達荷型戰艦，由於擊沉了大型艦，所以艦上的乘員的士氣十分高昂。但是，對比起回天乘員就十分悔恨，特別是林義明一飛曹（甲飛13期）更說出「為何對著戰艦這些好目標不使用回天（戦艦の如き好目標になぜ回天を使用しなかったのか）」並流涙。「印第安納波里」號為日本海軍潛艦最後擊沉的大型戰鬥艦，也是第二次世界大戰中最後被擊沉的水面艦艇。回天乘員帶著種種不滿，跟隨伊58往北進發。8月1日至2日左右，伊58從大和田通信所收到「重要船隻遇難，搜索中及大量敵方通訊（敵重要艦船遭難、搜索中らしき敵信多数あり）」的情報。約8月7日，透過新聞電報得知廣島市原子彈爆炸。
8月9日，伊58發現類似輸送船團的船群，橋本艦長命令回天準備出擊，可是白木艇及林艇因發生故障而不能出發，就此由中井艇與水井淑夫少尉（兵科4期）艇出擊，後來亦聽到爆炸的聲響音。這次的回天攻擊的目標，是護衛驅逐艦「尊尼・哈欽斯」號（USS Johnnie Hutchins, DE-360） ，該艦為以護衛航空母艦「薩拉馬瓦」號 （USS Salamaua, CVE-96） 為主幹的獵人殺手小組其中一艦，並為補給航線中進行間接護衛及從事反潛作業，在發現到回天的時候，僚艦就向其進行深水炸彈及艦砲攻擊，試圖擊沉「尊尼・哈欽斯」號旁邊的回天。8月12日，伊58發現類似水上飛機母艦的艦隻並讓林艇進發，其後以潛望鏡觀測的結果，發現從該水上飛機母艦出現巨大的水柱，從而判斷被擊沉。這時，船塢登陸艦「橡樹丘號」（USS Oak Hill, LSD-7） 由護衛驅逐艦「湯瑪士・F・尼克爾」號（USS Thomas F. Nickel, DE-587） 伴隨航向雷伊泰灣。林艇從伊58出發後不久，「湯瑪士・F・尼克爾」號發現了一枚與其並行的魚雷。其後該「魚雷」從「湯瑪士・F・尼克爾」號的艦底通過，並在一會後爆炸。
8月15日，伊58正從沖繩方面航向豐後水道，期間接收到並領受終戰詔勅的新聞電報。橋本艦長在一通新聞電報的時間決定了一切，並防止乘員因不同意終戰詔勅而進行意想不到的事，就此對一般乘員隱瞞了這件事。在8月17日，伊58與剩下的回天到達平生，並在白木一飛曹及整備員退艦後，橋本艦長才向一般乘員奉讀終戰詔勅。再於翌日的8月18日返回吳。

### 結局
伊58於11月返回佐世保，1946年4月1日被美軍在五島列島近海擊沉。

## 兵裝
- 剛完工時裝備22號電探1座、逆探1座，但由於竣工時期延遲而沒有搭載飛機。
- 因為需要搭載回天，所以在新造時沒有裝備14厘米砲。在初時預定搭載2隻回天，但在出擊時搭載4隻[39]。
- 裝備13號電探的時候，被推測為1945年3月左右出發之前[40]。

## 歷代艦長

### 艤裝員長
1. 橋本以行 少佐（兵59期）：1944年6月5日 -

### 艦長
1. 橋本以行 少佐（兵59期）：1944年9月7日 -

## 註腳
1. ↑  Ref.C12070170300「昭和１７年１月～４月　内令」
2. 1 2  小灘、片岡, 100ページ
3. ↑  小灘、片岡, 125ページ
4. ↑  小灘、片岡, 126ページ
5. 1 2  小灘、片岡, 127ページ
6. 1 2 3  小灘、片岡, 129ページ
7. ↑  小灘、片岡, 133ページ
8. ↑  小灘、片岡, 176,177,178ページ
9. ↑  小灘、片岡, 178ページ
10. 1 2  小灘、片岡, 180ページ
11. ↑  小灘、片岡, 181ページ
12. ↑  小灘、片岡, 195ページ
13. ↑  小灘、片岡, 206ページ
14. ↑  橋本（ソノラマ版。以下同じ）, 264ページ
15. ↑  小灘、片岡, 207,208ページ
16. ↑  小灘、片岡, 208ページ
17. ↑  小灘、片岡, 208、209ページ
18. 1 2 3  小灘、片岡, 311ページ
19. ↑  小灘、片岡, 312ページ、橋本, 283ページ
20. ↑  小灘、片岡, 313ページ、橋本, 287ページ
21. ↑  小灘、片岡, 312、313、314ページ
22. ↑  小灘、片岡, 314ページ、橋本, 288ページ
23. ↑  小灘、片岡, 312、314ページ
24. 1 2 3  小灘、片岡, 315ページ
25. ↑  小灘、片岡, 315ページ、橋本, 299ページ
26. ↑  小灘、片岡, 315ページ、橋本, 300ページ
27. ↑  如果不理會艦種問題，在此之後的1945年8月6日，美軍潜艇「牛頭 」號（USS Bullhead, SS-332） 於龍目海峽被九九式軍偵察機轟炸而沉沒
28. 1 2  橋本, 301ページ
29. ↑  小灘、片岡, 317ページ
30. ↑  小灘、片岡, 317,318,319ページ
31. ↑  小灘、片岡, 321ページ、橋本, 307ページ
32. ↑  小灘、片岡, 322ページ
33. ↑  小灘、片岡, 323ページ
34. ↑  小灘、片岡, 326ページ、橋本, 308,309ページ
35. ↑  橋本, 309ページ
36. ↑  橋本, 310ページ
37. ↑  小灘、片岡, 326ページ
38. ↑  橋本, 311ページ
39. ↑  『写真日本の軍艦 潜水艦』の解説より
40. ↑  小灘、片岡, 179ページ

## 關聯項目
- 廣島與長崎原子彈爆炸
- 雷撃深度一九・五（日语：雷擊深度一九・五）（池上司原作，以伊58潜艦將重巡洋艦「印第安納波里」號擊沈作為藍本的戰記小說）
- 仲夏的獵戶座（日语：真夏のオリオン）（以池上司原作小說「雷擊深度一九・五」作為藍本的戰爭片。但是與史實及原作小說「雷擊深度一九・五」所描寫的伊58不同，在電影中只為與其極為相似的潛艦，並以伊77及伊81這兩個虛構的編號來命名）